# Kajakarstwo na Letnich Igrzyskach Olimpijskich 1948 – K-2 1000 m mężczyzn
Zawody w kajakarstwie klasycznym (K2) na dystansie 1000 m mężczyzn na Letnich Igrzyskach Olimpijskich 1948 zostały rozegrane 12 sierpnia 1948 r. W zawodach wzięło udział 32 zawodników z 16 państw. Zawody składały się z eliminacji i finału.

## Rezultaty

### Eliminacje
| Poz. | Zawodnicy                    | Reprezentacja   | Czas   | Uwagi |
| ---- | ---------------------------- | --------------- | ------ | ----- |
| 1    | Thor Axelsson Nils Björklöf  | Finlandia       | 4:16,7 | Q     |
| 2    | Kálmán Blahó János Urányi    | Węgry           | 4:18,4 | Q     |
| 3    | Ota Kroutil Miloš Pech       | Czechosłowacja  | 4:20,4 | Q     |
| 4    | Gerald Covey Henry Harper    | Kanada          | 4:34,2 | Q     |
| 5    | René Fonck Jean Nickels      | Luksemburg      | 4:41,7 |       |
| 6    | Bruno Masciadri Franz Reiner | Szwajcaria      | 4:43,9 |       |
| 7    | Jack Henderson John Simmons  | Wielka Brytania | 4:45,0 |       |

| Poz. | Zawodnicy                                 | Reprezentacja     | Czas | Uwagi |
| ---- | ----------------------------------------- | ----------------- | ---- | ----- |
| 1    | Ejvind Hansen Bernhard Jensen             | Dania             | ?    | Q     |
| 2    | Ivar Mathisen Knut Østby                  | Norwegia          | ?    | Q     |
| 3    | Cees Gravesteyn Wim Pool                  | Holandia          | ?    | Q     |
| 4    | Hans Berglund Lennart Klingström          | Szwecja           | ?    | Q     |
| 5    | Paul Fellinger Herbert Klepp              | Austria           | ?    |       |
| 6    | Frans Van den Berghen Albert Van de Vilet | Belgia            | ?    |       |
| 7    | François Donna René Richez                | Francja           | ?    |       |
| 8    | Alfons Jeżewski Marian Matłoka            | Polska            | ?    |       |
| 9    | Raymond Clark John Eiseman                | Stany Zjednoczone | ?    |       |

### Finał
| Poz. | Zawodnik                         | Reprezentacja  | Czas   |
| ---- | -------------------------------- | -------------- | ------ |
|      | Hans Berglund Lennart Klingström | Szwecja        | 4:07,3 |
|      | Ejvind Hansen Bernhard Jensen    | Dania          | 4:07,5 |
|      | Thor Axelsson Nils Björklöf      | Finlandia      | 4:08,7 |
| 4    | Ivar Mathisen Knut Østby         | Norwegia       | 4:09,1 |
| 5    | Ota Kroutil Miloš Pech           | Czechosłowacja | 4:09,8 |
| 6    | Cees Gravesteyn Wim Pool         | Holandia       | 4:15,8 |
| 7    | Gerald Covey Henry Harper        | Kanada         | 4:56,8 |
| -    | Kálmán Blahó János Urányi        | Węgry          | DQ     |